# Heedless Moths
Pour plus de détails, voir Fiche technique et Distribution.
Heedless Moths est un film américain muet réalisé par Robert Z. Leonard, sorti en 1921.
L'actrice Jane Thomas y joue le rôle du modèle Audrey Munson, qui apparaît elle-même dans le film dans les scènes de nu, réalisées comme des tableaux vivants. Le scénario du film s'inspire d'histoires auto-biographiques d'Audrey Munson.

## Fiche technique
- Titre : Heedless Moths
- Réalisation : Robert Z. Leonard
- Scénario : Robert Z. Leonard, Audrey Munson
- Directeur de la photographie : Hal Young
- Montage : Joseph Farnham
- Costume : Lady Duff Gordon
- Décorateur : Edward M. Langley
- Chorégraphe : Geneva Driscoll
- Pays de production :  États-Unis
- Genre : Mélodrame[1]
- Sociétés de production : Perry Plays
- Producteur : George Perry
- Longueur : 6 bobines
- Format : Noir et blanc - 1,33:1 - Muet
- Date de sortie : 
  - États-Unis : 3 juin 1921

## Distribution
- Holmes Herbert
- Hedda Hopper
- Ward Crane
- Tom Burrough
- Audrey Munson
- Jane Thomas
- Henry Duggan
- Irma Harrison

## Source de la traduction
- (en) Cet article est partiellement ou en totalité issu de l’article de Wikipédia en anglais intitulé « Heedless Moths » (voir la liste des auteurs).